# Александрія Кавказька

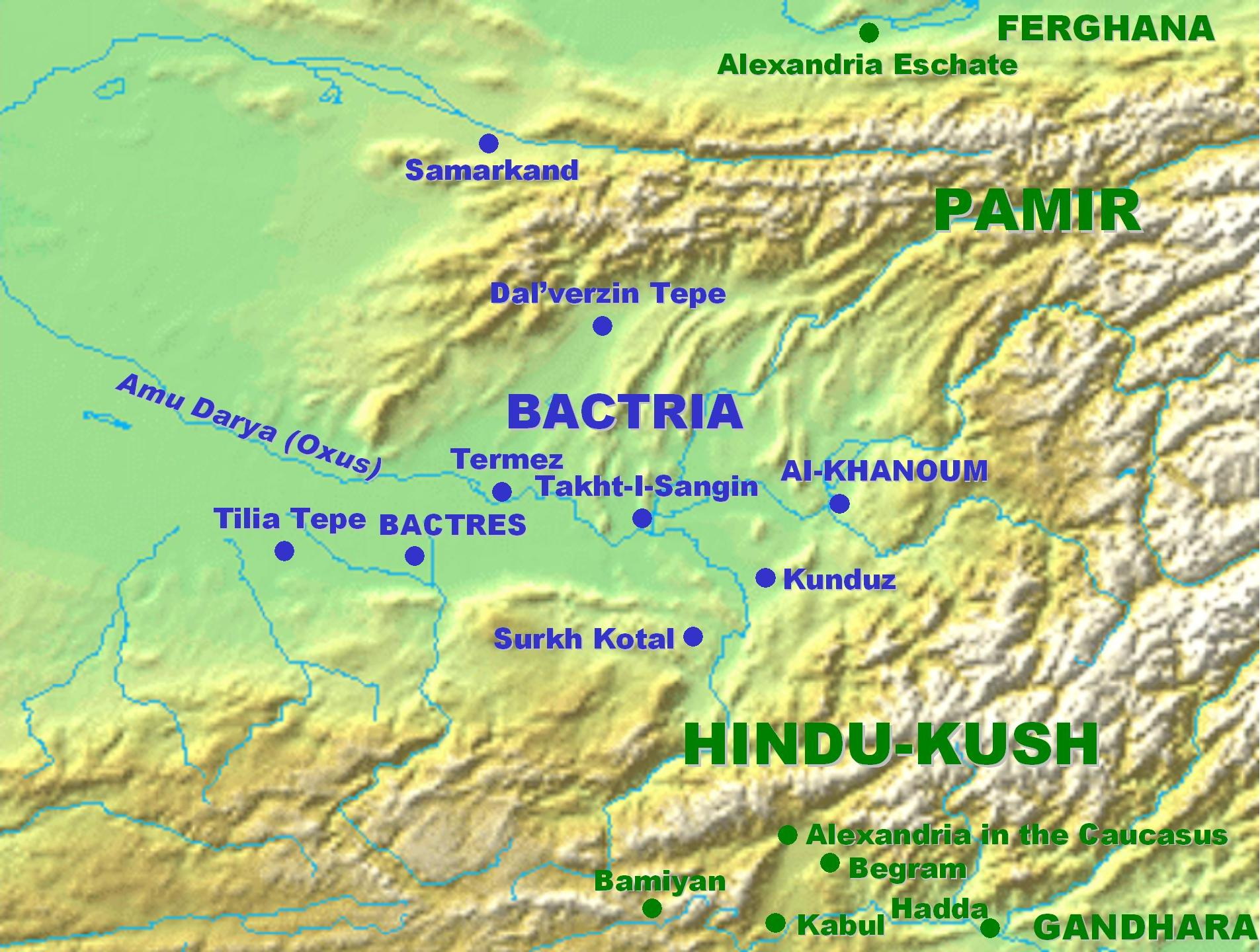
Бактрія

Александрі́я Кавка́зька — елліністичне місто, розташоване біля південного підніжжя Гіндукуша, у Паропамісадах. Засноване Олександром Македонським в березні 329 до н. е. на місці столиці перської сатрапії Гандхара і заселений 7 000 македонців, 3 000 найманців і декількома тисячами тубільців. Назва пояснюється тим, що Азійським Кавказом стародавні називали Гіндукуш.
У II—I ст. до н. е. Александрія (під назвою «Аласандра») була однією із столиць Індо-Грецького царства. При дворі процвітав буддизм, причому багато ченців говорили грецькою. У Шрі-Ланці вважається, що 30 000 ченців з Аласандри були присутні при заснуванні великої ступи в Анурадхапурі.
Точне місце розташування Александрії археологами не встановлене. Більшість учених шукають руїни Александрії приблизно за 45 км на північ від Кабула, біля Баграму. Пакистанські ж археологи вважають, що Александрія — це сучасний Чарикар.

## Галерея знахідок

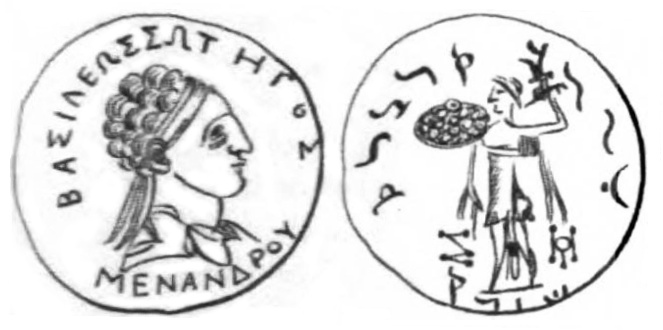
Монета Менандра
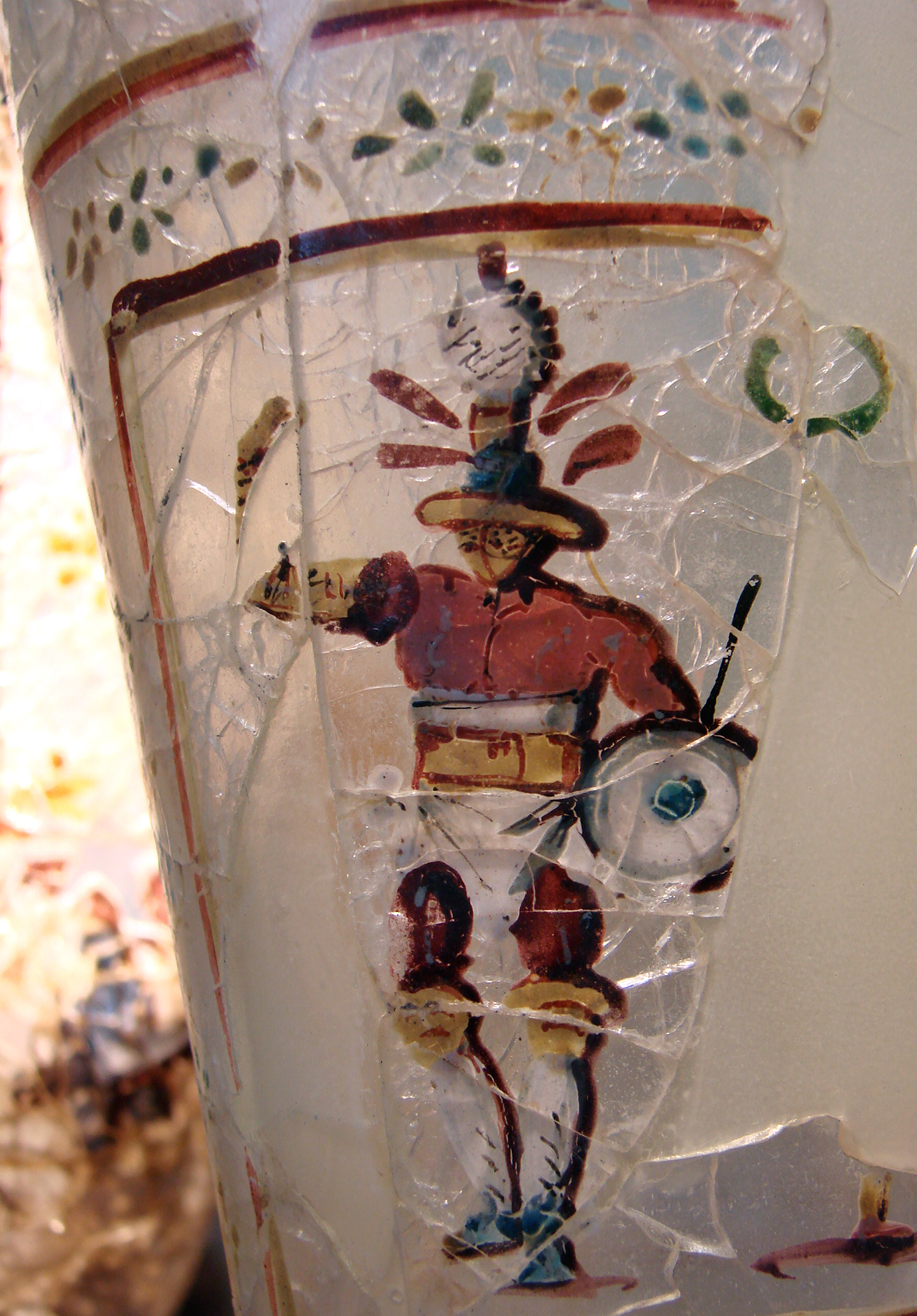
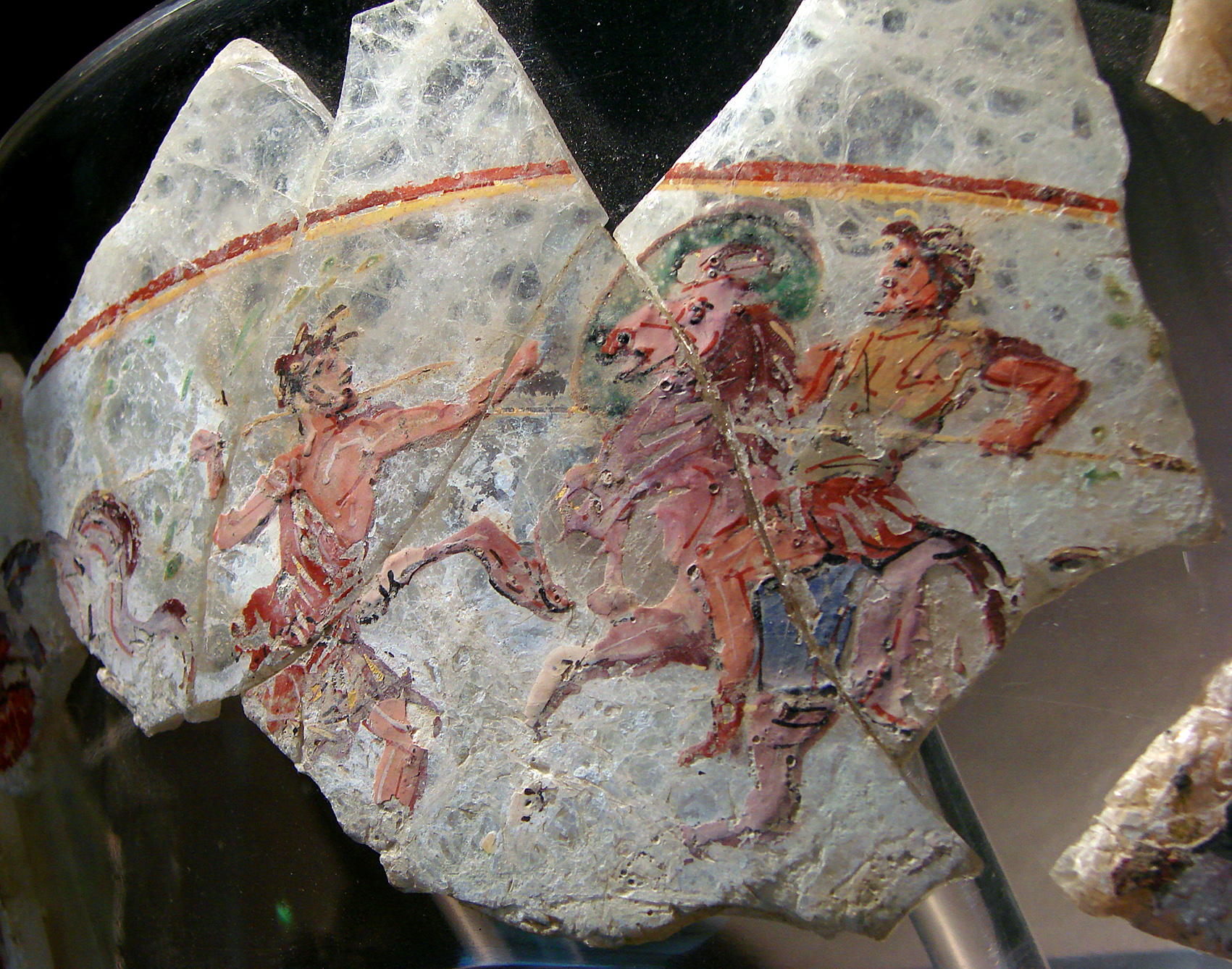
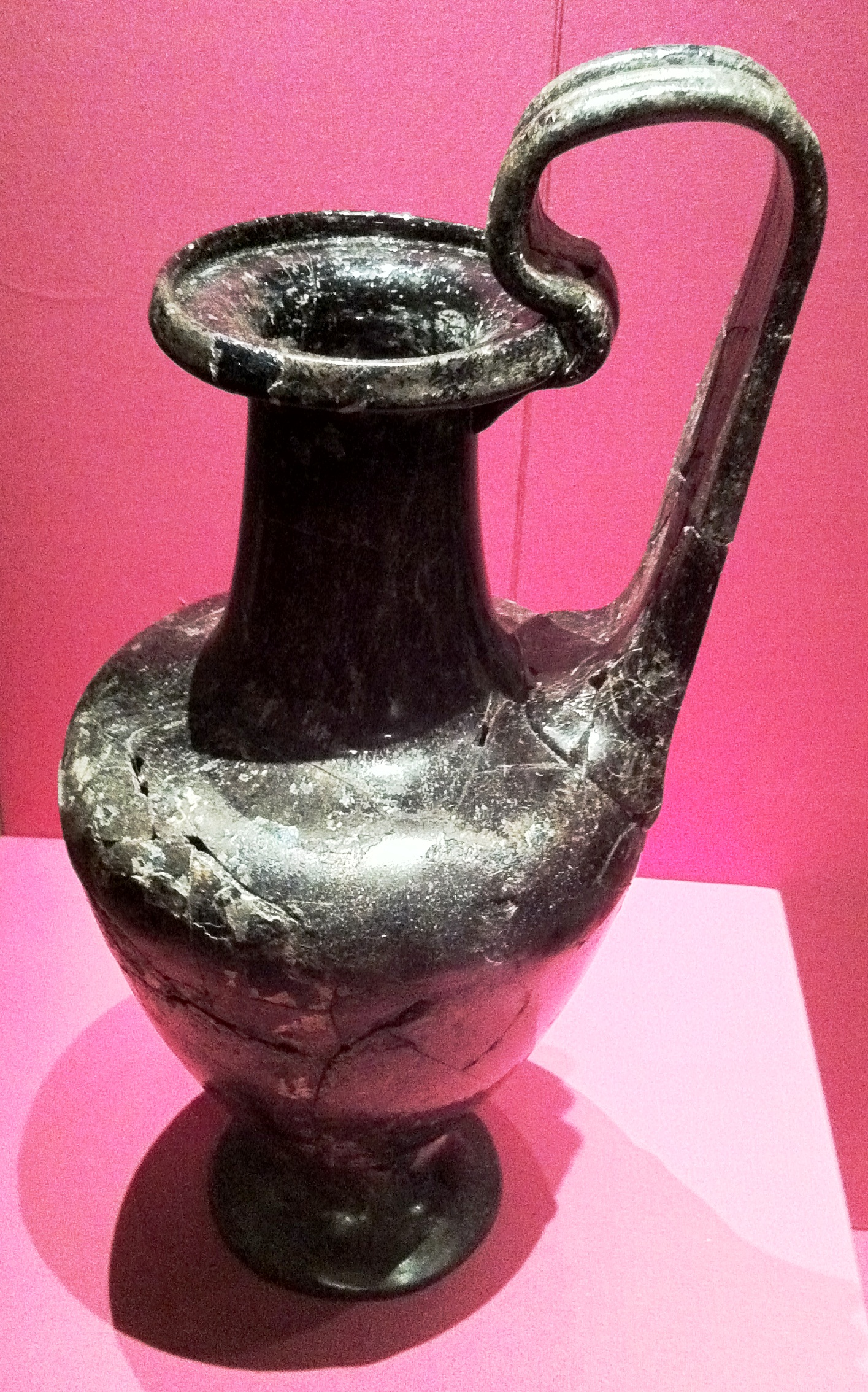
Глечик Беграма
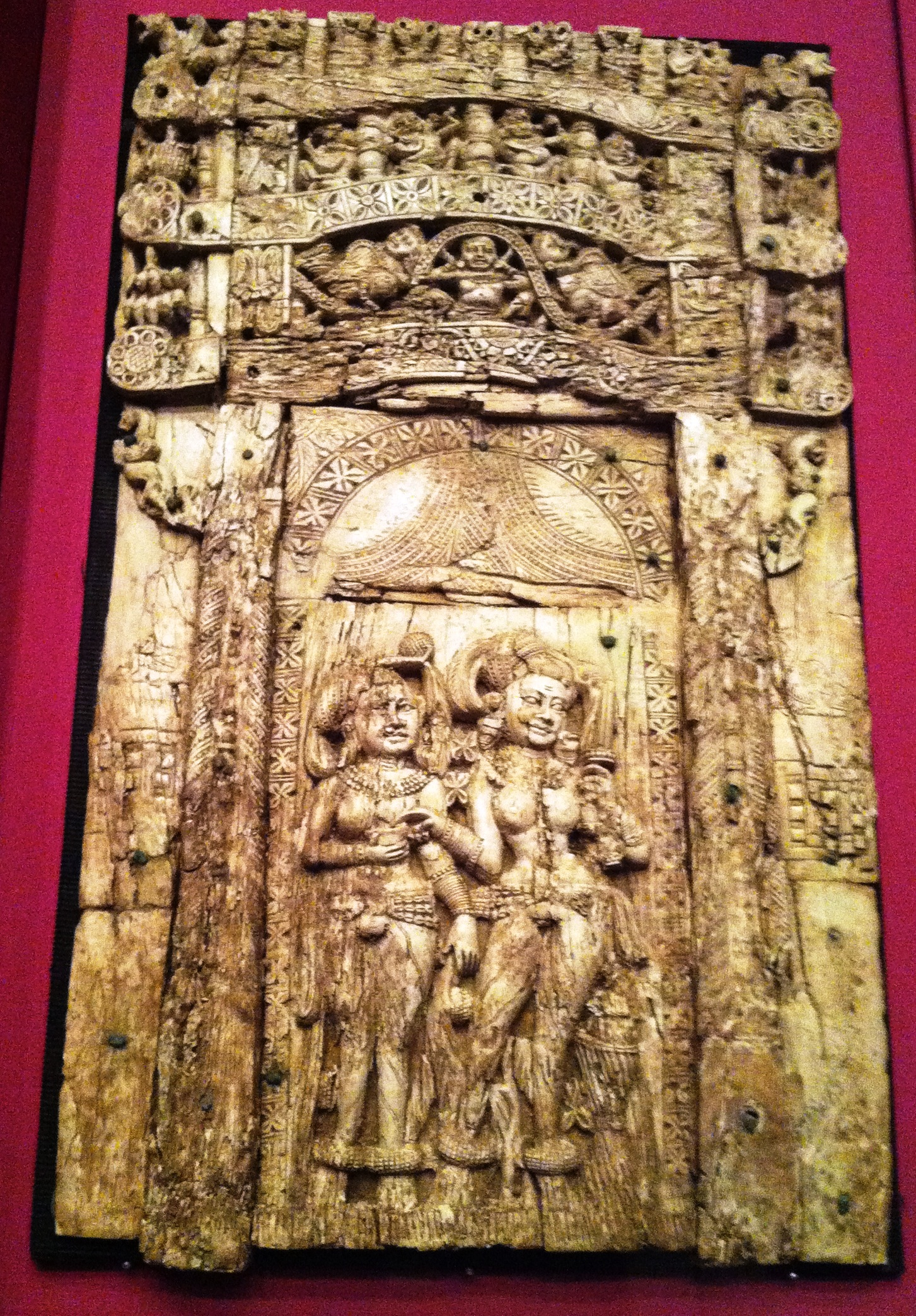
Дощечка Беграма
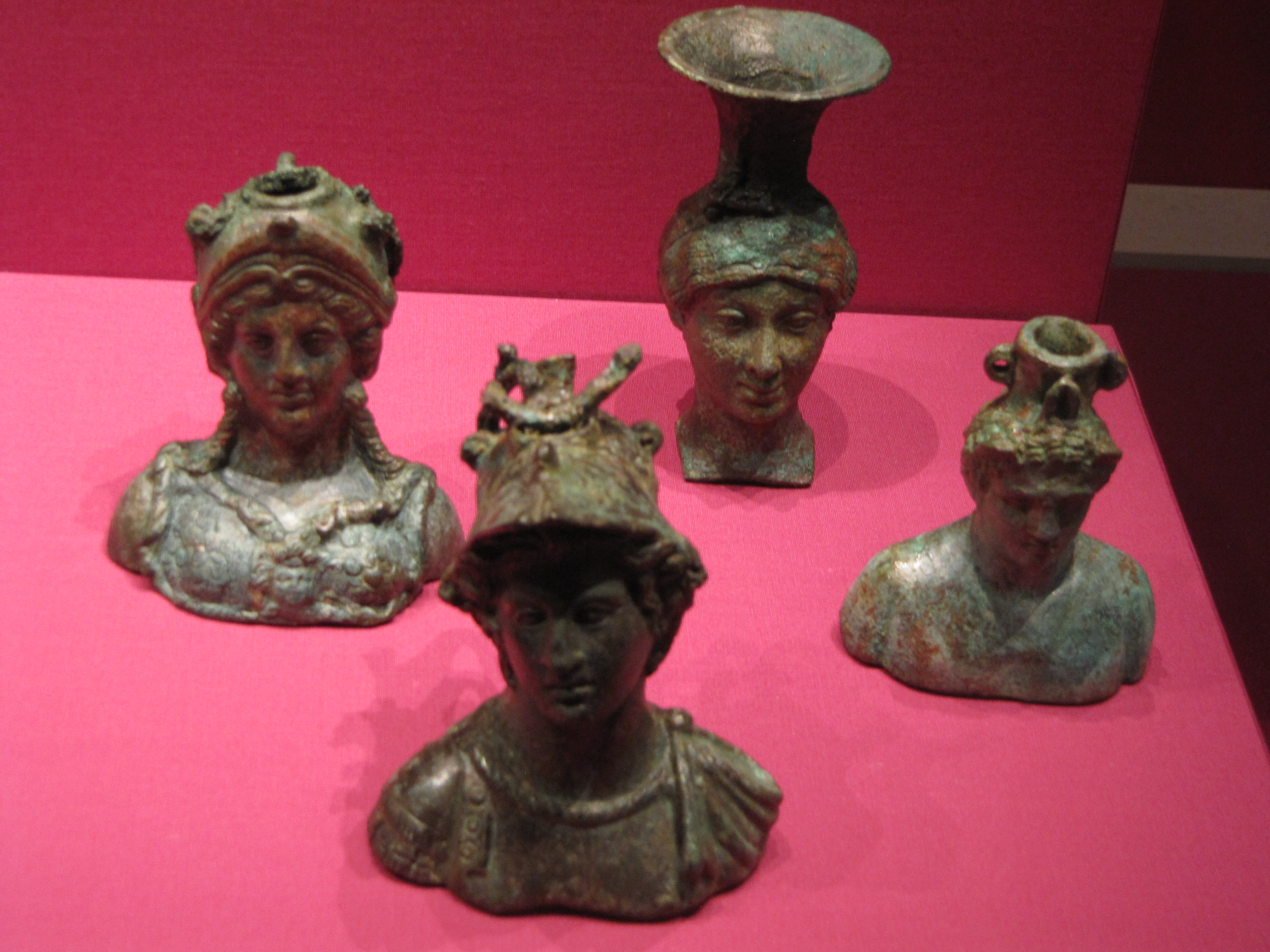
Ваги Беграма
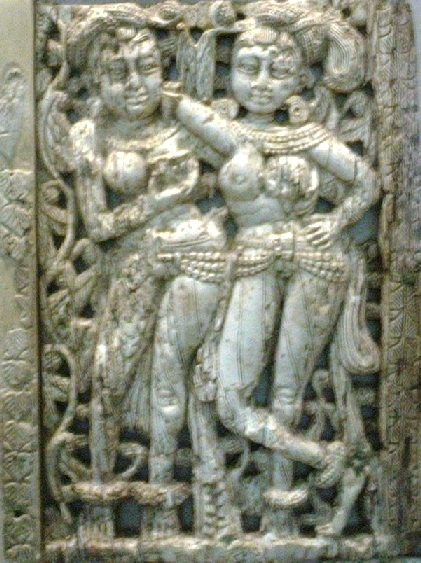
Слонова кістка Беграма
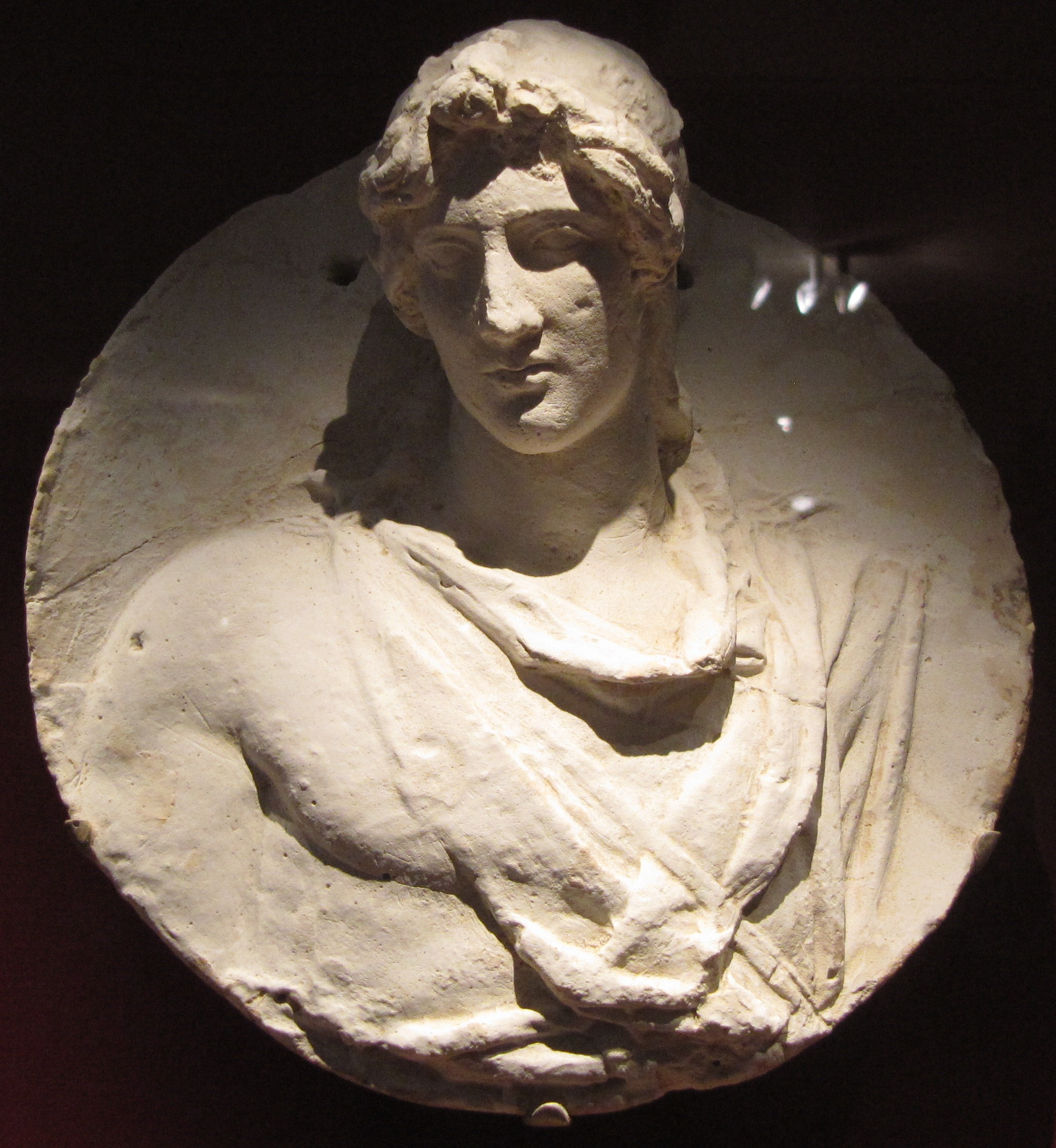
Медальйон Беграма
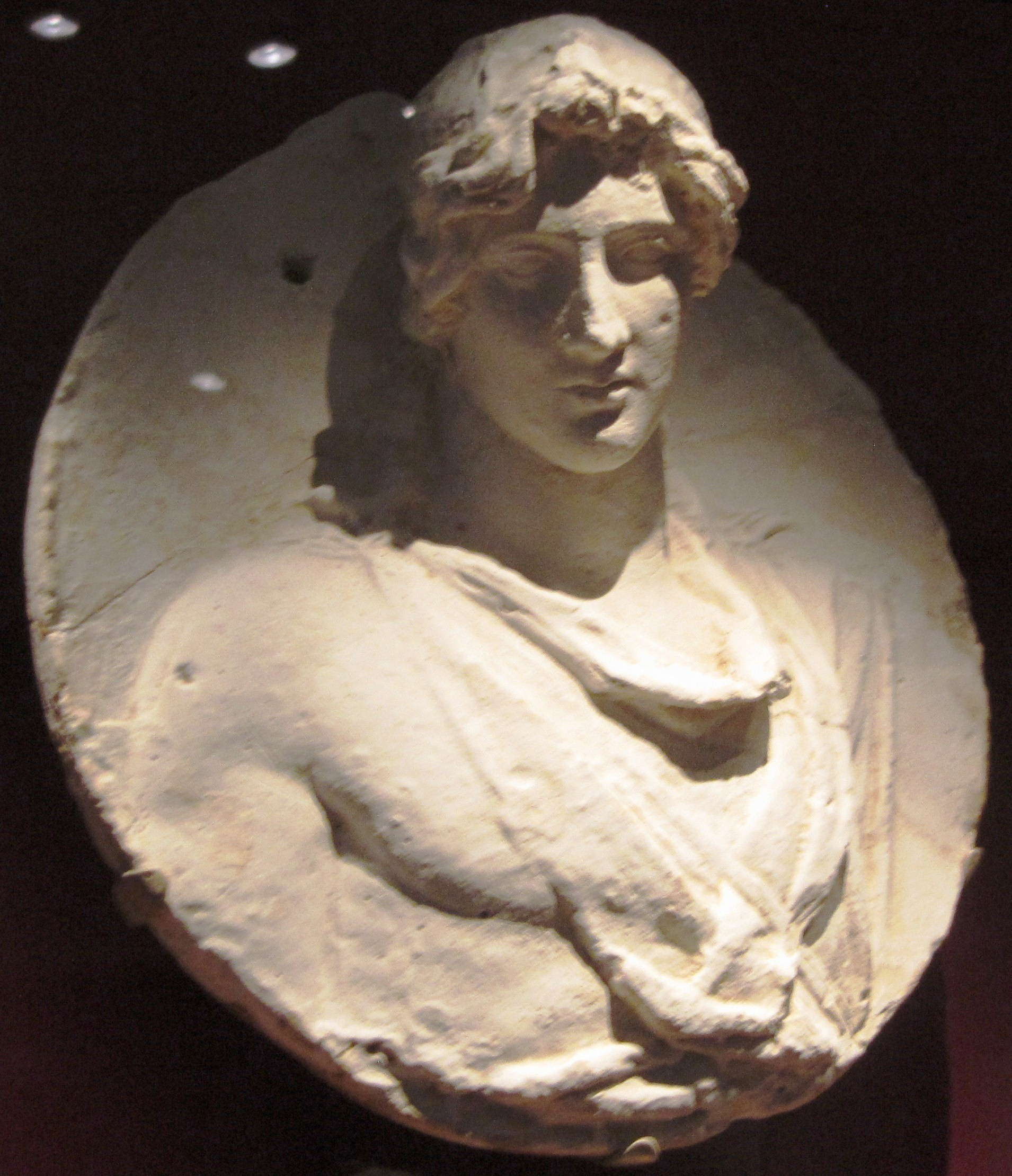
Медальйон Беграма
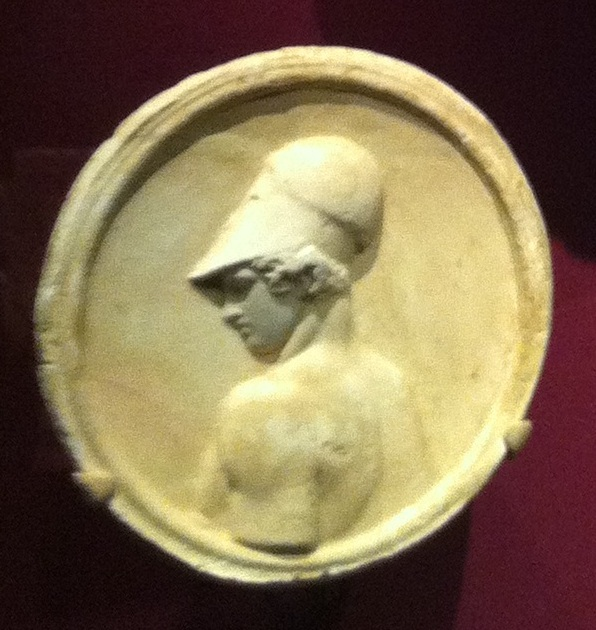
Медальйон Беграма
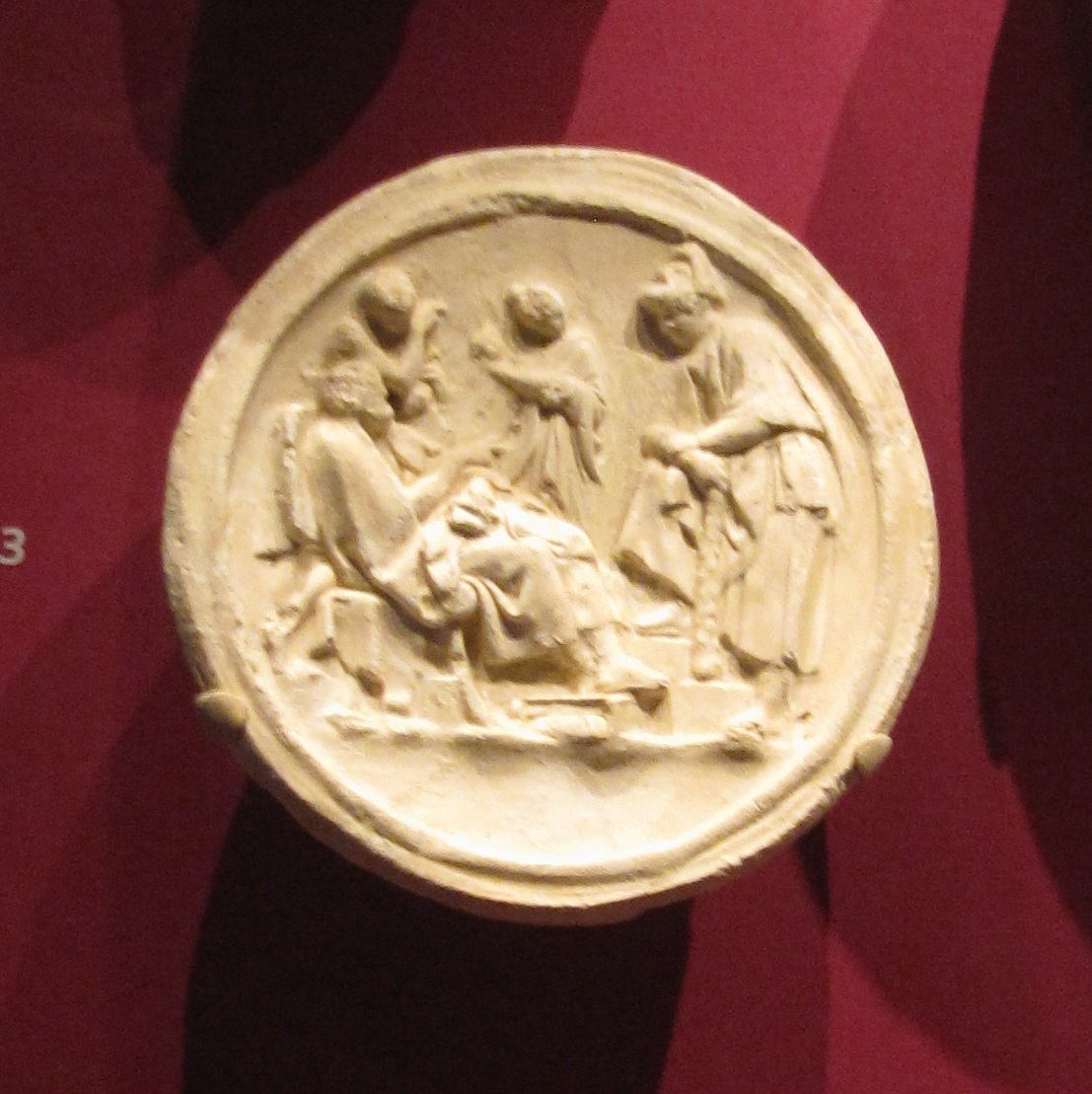
Медальйон Беграма
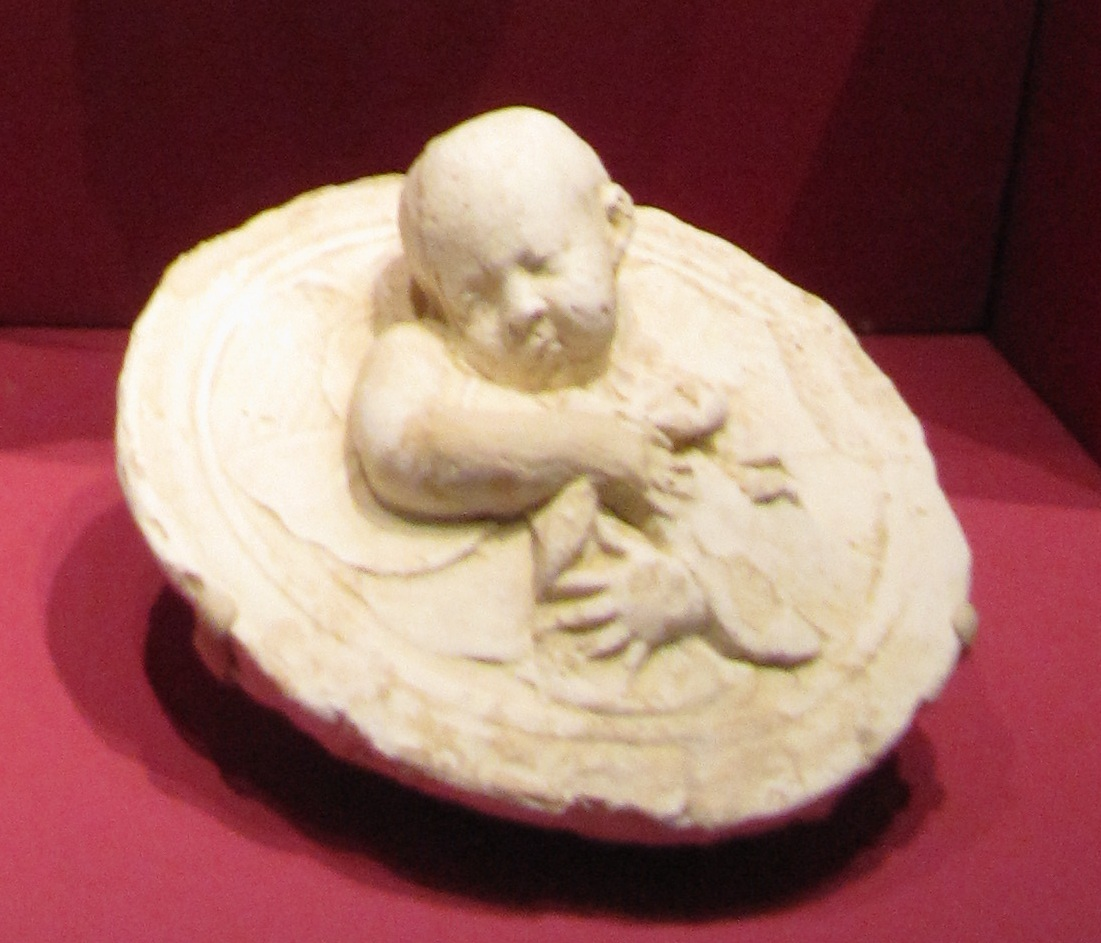
Медальйон Беграма
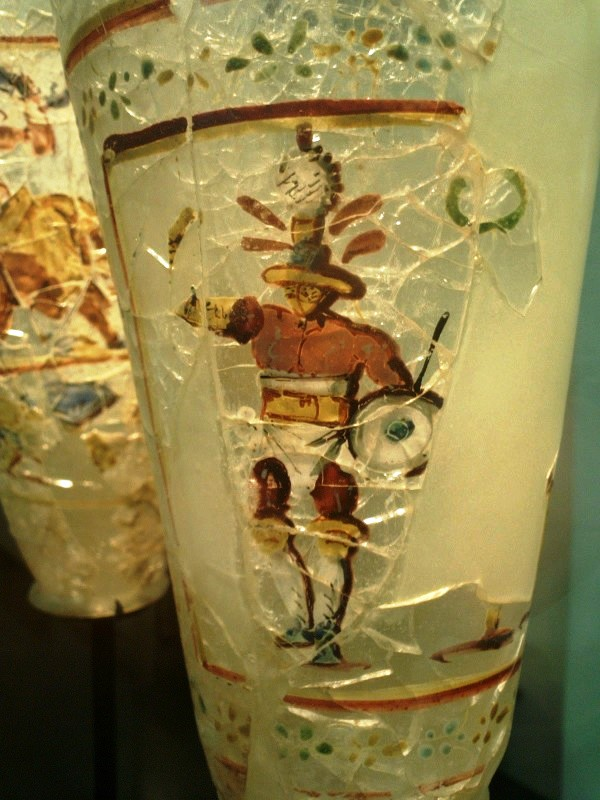
Гладіатор Беграма
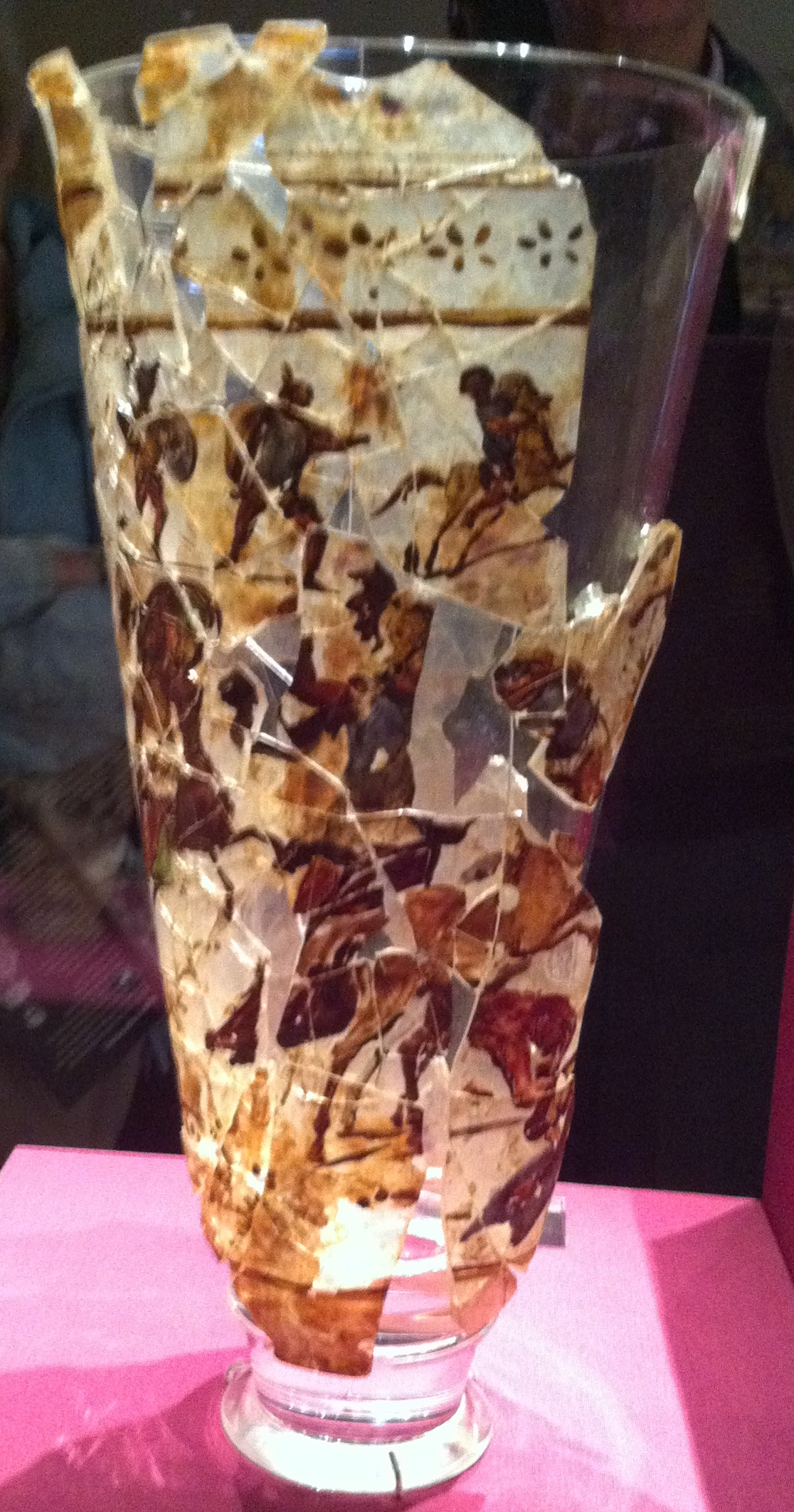
Кубок Беграма
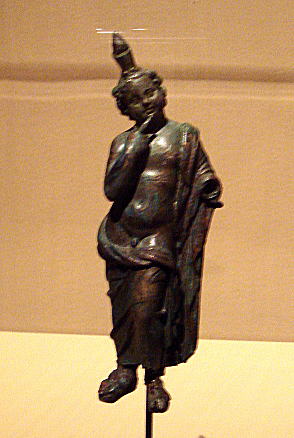
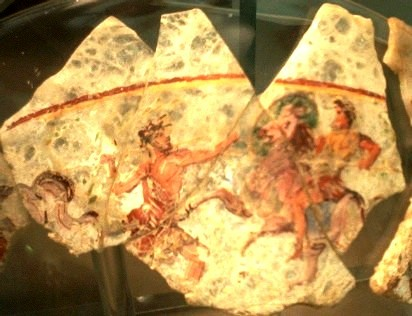
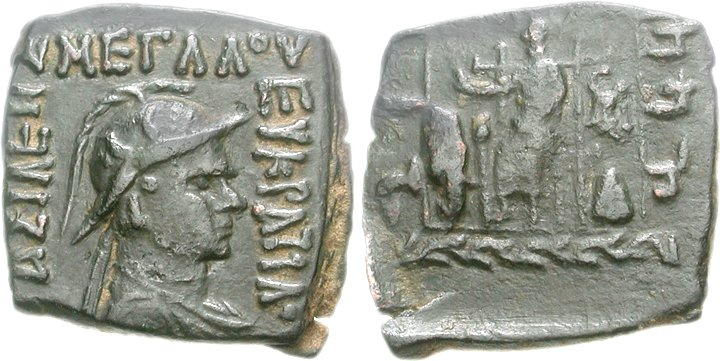
Монета Евкратіда I